# PFA
Predictive Failure Analysis (PFA) — проприетарная технология корпорации IBM, предназначенная для мониторинга жёсткого диска на предмет вероятного в будущем отказа. Впервые эта технология была представлена в 1992 году в жестком диске IBM 0662-S1x (ёмкость 1052 МБ, интерфейс Fast-Wide SCSI-2, скорость вращения 5400 rpm). Это была первая в отрасли технология подобного рода.
Хотя первоначально технология PFA охватывала только жесткие диски, в настоящее время этот термин широко используется в качестве общего названия нескольких технологий, которые применяются на серверах семейств xSeries, pSeries и zSeries для выявления приближающихся отказов центральных процессоров, памяти и устройств ввода-вывода. Сегодня объединённая технология используется во всей линейке серверов IBM System x

## Диски
Данная технология базируется на измерении нескольких ключевых параметров (преимущественно механических) дискового накопителя, например, высоты зависания head. Эти параметры сравниваются с заранее установленными пороговыми значениями, после чего степень исправности накопителя рассчитывается средствами firmware. При высокой вероятности отказа диска в ближайшее время контроллеру этого диска отсылается предупреждение.
Основными недостатками этой технологии являются бинарный результат и однонаправленная связь — предупреждения отсылаются микропрограммным обеспечением дискового накопителя, а система видит лишь наличие/отсутствие такого предупреждения.
Эта технология была объединена с технологией IntelliSafe, в результате чего была сформирована технология Self-Monitoring, Analysis, and Reporting Technology.